# Außenministerium der Republik Aserbaidschan
Das Außenministerium der Republik Aserbaidschan (Azərbaycan Respublikası Xarici İşlər Nazirliyi) ist für die Außenpolitik der Republik Aserbaidschan zuständig. Es ist unmittelbar dem Präsidenten der Republik Aserbaidschan untergeordnet.

## Kompetenzen
Das Außenministerium der Republik Aserbaidschan nimmt die auswärtigen Angelegenheiten des Landes wahr, indem er die Beziehungen der Republik Aserbaidschan zu auswärtigen Staaten sowie zwischenstaatlichen und überstaatlichen Einrichtungen, den Internationalen Organisationen, pflegt. Das Außenministerium der Republik Aserbaidschan veröffentlicht auf seiner offiziellen Website Informationen über die Außenpolitik Aserbaidschans sowie umfangreiche Informationen zu allen Staaten der Welt und internationalen Organisationen.

## Sitz und Leitung
Der Sitz befindet sich in der Şıxəli Qurbanov Str. 50 in Baku. Seit 2. April 2004 ist Elmar Məmmədyarov amtierender Außenminister. Offizieller Sprecher des aserbaidschanischen Außenministeriums ist Hikmət Hacıyev.

## Auslandsvertretungen
Neben der Zentrale des Außenministeriums in Baku gibt es Auslandsvertretungen in den meisten Hauptstädten der Welt sowie in größeren Städten der Länder.
Das Außenministerium der Republik Aserbaidschan unterhält derzeit 71 Auslandsvertretungen sowie 5 Vertreter, 8 Konsulate in internationalen Organisationen, in den zwei Ländern sowie Vertreter der Botschaften und 3 Ehrenkonsulaten.

## Sonstiges
Im April 2013 war Elmar Mammadyarov der erste Außenminister der Republik Aserbaidschan, der Israel einen offiziellen Besuch abstattete. Bei den Gesprächen ging es um die Eröffnung der aserbaidschanischen Botschaft in Israel und Stärkung der bilateralen Beziehungen.
2006 wurde eine Diplomatische Akademie in Aserbaidschan gegründet.

## Liste der Außenminister
| #  | Name                     | Amtsantritt       | Amtsaustritt      |
| -- | ------------------------ | ----------------- | ----------------- |
| 1  | Mammad Hasan Hajinski    | 28. Mai 1918      | 6. Oktober 1918   |
| 2  | Əlimərdan bəy Topçubaşov | 6. Oktober 1918   | 7. Dezember 1918  |
| 3  | Fətəli Xan Xoyski        | 26. Dezember 1918 | 14. März 1919     |
| 40 | Mammad Yusif Jafarov     | 14. März 1919     | 22. Dezember 1919 |
| 5  | Fətəli Xan Xoyski        | 24. Dezember 1919 | 1. April 1920     |
| 6  | Nəriman Nərimanov        | April 1920        | Mai 1921          |
| 7  | Mirsa Dawud Gusejnow     | Mai 1921          | Dezember 1921     |
| 8  | Mahmud Aliyev            | 1944              | 1958              |
| 9  | Tahira Tahirova          | 1959              | 1983              |
| 10 | Elmira Gafarova          | 1983              | 1987              |
| 11 | Huseynagha Sadigov       | 23. Januar 1988   | 29. Mai 1992      |
| 12 | Tofig Gasimov            | 4. Juli 1992      | 26. Juni 1993     |
| 13 | Hasan Hasanov            | 2. September 1993 | 16. Februar 1998  |
| 14 | Tofig Zulfugarov         | 5. März 1998      | 26. Oktober 1999  |
| 15 | Vilayat Guliyev          | 26. Oktober 1999  | 2. April 2004     |
| 16 | Elmar Məmmədyarov        | 2. April 2004     | 16. Juli 2020     |
| 17 | Jeyhun Bayramov          | 16. Juli 2020     | amtierend         |